# Eyrecourt
Eyrecourt, conocido históricamente como Donanaghta (Irlandés: Dún an Uchta), es una localidad situada en el condado de Galway de la provincia de Connacht (República de Irlanda), con una población en 2016 de 252 habitantes.
Se encuentra ubicada al oeste del país, cerca de la ciudad de Galway y la bahía de Galway (océano Atlántico).

## Historia
El pueblo recibe su nombre de la familia inglesa de los Eyre que vinieron a Irlanda con Oliver Cromwell. Existen otros sitios nombrados por la familia como Eyre Square en la ciudad de Galway. Su antigua residencia, el castillo de Eyrecourt (ahora una ruina), deja una entrada grande de metal en el lado este de la calle principal del pueblo y hay un césped de 100 acres (0.40 km2) detrás. La familia se asociaba mucho con la cacería local, los Galway Blazer.

## Servicios
El pueblo se sitúa en el punto medio del camino de Beara-Breifne, un camino histórico marcado para ciclar y caminar. En el pueblo hay una tienda de alimentación, una farmacia, una biblioteca, un colegio, una tienda de comida rápida, un centro médico y un taller y una concesión de tractores. El club de hurling Meelick-Eyrecourt GAA origina del pueblo. Varios grupos de deportes y actividades usan el auditorio público para eventos y entrenamientos. Existe un club local de kayak.
Hay un festival bienal de maquinaria clásica en el que se exhibe tractores viejos, motores a vapor viejos y máquinas de granjas viejas. 
Eyrecourt está ubicado aproximadamente 70 km de la ciudad de Galway (una hora en coche) y 150 km de Dublín (2 horas en coche).

## Relaciones Internacionales
Eyrecourt está hermanado con el pueblo de Gouesnach en la región francesa de Bretaña.

## Parroquia
La parroquia de Eyrecourt en el sureste del condado de Galway incorpora los centros eclesiásticos antiguos de Dunanaughta (Eyrecourt), Clonfert y Meelick se limita con los ríos Shannon y Suck durante 26 km.
Dentro de Dunanaughta hay dos iglesias; la iglesia católica de San Brendan que posee unas ventanas de vitral notables, y la iglesia de la Iglesia de Irlanda de San Juan el Bautista (una estructura anglo gótica construido en el año 1867). Meelick tiene la iglesia católica más antigua con uso continuo desde 1414 d. C. Clonfert posee la tumba de San Brendan "el Navegador" y la catedral de Clonfert (con su entrada arquitecturalmente notable), y una estatua del siglo XIV de "Nuestra Señora de Clonfert".

## Transporte
Eyrecourt está conectado con una línea de autobús. La 547 recorre entre Portumna y Ballinasloe. En Ballinasloe, pasa por el centro antes de finalizar su recorrido en la estación de tren, dónde se puede hacer transbordo a trenes hacia Athlone, Galway y Dublín. Entre semana y los sábados, hay cuatro trayectos en cada sentido, y los domingos, solo dos.

## Gente notable
- Charles Burton, juez del Tribunal Supremo.
- Cornelius Coughlan, recipiente de la Cruz Victoria.
- Roger Whittaker, cantautor (nacido en Nairobi, pero vivió en Eyrecourt).
- Joe Salmon, jugador de hurling que creció en Eyrecourt.